# Kastell ed-Dumer
Das Kastell ed-Dumer, auch Ad-Dumayr oder Dumeir, selten Doumeir, el Chirbe (d. h. „die Ruine“) beziehungsweise Alt-Domêr, arabisch الضمير, ist ein spätrömisches Militärlager am vorderen Limes Arabiae et Palaestinae im Gouvernement Rif Dimaschq im Südwesten Syriens. Das Zentrum der nächstgelegenen Kleinstadt Ad-Dumair befinden sich rund 4,5 Kilometer westlich. Der bis weit ins 20. Jahrhundert einsam gelegene Garnisonsort befindet sich in unmittelbarer Nähe zur ehemaligen östlichen römischen Reichsgrenze in der semiariden Klimazone der Syrischen Wüste. Seine größtenteils stark gestörten Baureste blieben gut sichtbar erhalten. Das bis heute nicht ergrabene Kastell entstand an einer wichtigen, von Süden nach Norden geführten Limesstraße, die unter anderem vom strategisch bedeutenden, südlich gelegenen Oasenkastell Qasr al-Azraq über die Kastelle Deir el-Kahf, Mothana, und Sa’neh nach Norden führte. Das Zentrum der historischen Altstadt von Damaskus befindet sich im Südwesten, rund 42 Kilometer Luftlinie entfernt.

## Lage
Von der auf über 1000 Meter hoch gelegenen südlichen Kastellkette im Hauran sinkt das Gelände bis zum Kastell ed-Dumer um mehrere hundert Meter ab. Die im Hauran teilweise vorherrschenden extremen Wetterbedingungen sind im Großraum von Damaskus weitgehend unbekannt. Dort herrscht kontinentales Klima, wobei sich heiße und trockene Sommermonate mit milden bis kalten Wintern abwechseln. In Richtung Ad-Dumair bildet sich das für die westlichen Gebiete der Syrischen Wüste typische semiaride Klima mit seiner Wüstensteppe aus. Im Laufe des 20. Jahrhunderts wurde das bis dahin einsam gelegene Kastell mehr und mehr von der modernen Zivilisation eingeholt. Heute befindet sich unmittelbar östlich ein Militärgelände und südlich der große Militärflughafen Dumair. Zudem wurde ab 2015 damit begonnen, das gesamte weitere und nächstgelegene Umland der Fundstätte ohne vorherige archäologische Untersuchungen landwirtschaftlich zu nutzen.

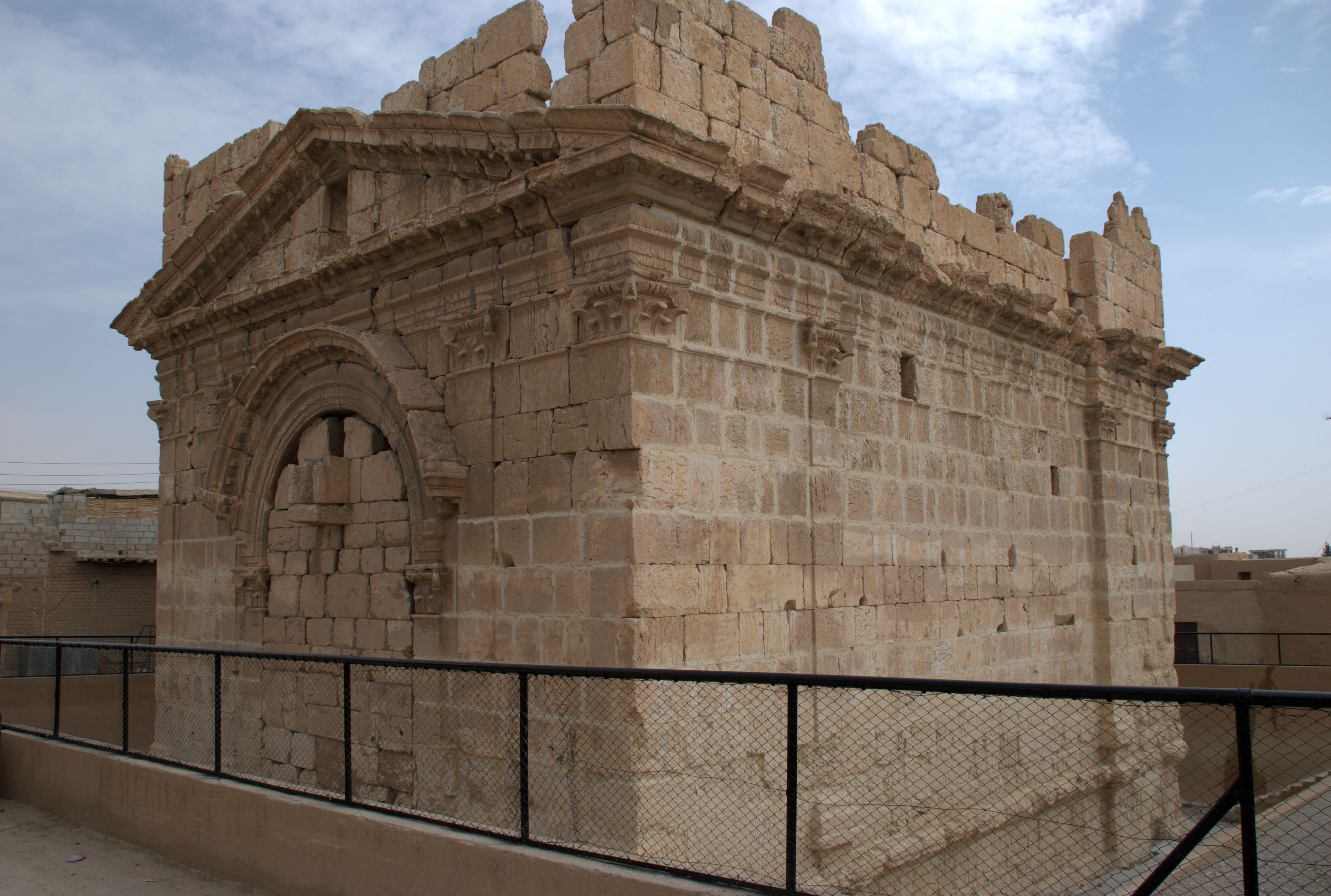
Der im Jahr 245 errichtete römische Tempel von Ad-Dumair

Das fast exakt an den Haupthimmelsrichtungen orientierte Kastell wurde auf einem leicht nach Südosten abfallenden Terrain errichtet. Der nordwestliche Eckturm liegt damit rund neun Meter höher als sein Pendant im Südosten. Eine kilometerweite Fernsicht nach Osten, über die römische Reichsgrenze, sowie nach Süden ist ohne Schwierigkeiten möglich. Im Westen wird die weiter leicht ansteigende Topographie am Horizont hinter Ad-Dumair durch eine Gebirgskette des Anti-Libanon beschränkt. Dies gilt insbesondere auch für die Sicht nach Norden, denn dort erheben sich, nur wenigen hundert Metern von der Garnison entfernt, weitere südwestliche Ausläufer des nach Nordosten ziehenden Anti-Libanon und versperren einen freien Blick. Die nur wenige Kilometer westlich gelegene Kleinstadt Ad-Dumair war während der römischen Antike ein wichtiges Zentrum. Davon zeugt noch heute einer der am besten erhaltenen Tempel Syriens, der im Jahre 245 während der Regierungszeit des Kaisers Philippus Arabs (244–249) entstand. Philippus Arabs wurde in dem hauranischen Ort Schahba, im Norden der Provinz Arabia Petraea geboren. Unweit seines von ihm als Philippopolis großzügig zur Stadt ausgebauten Geburtsorts lag die östliche römische Reichsgrenze und die nördliche Grenze zur Provinz Syria. Rund 87 Kilometer in Richtung Norden befindet sich der Tempel.

## Forschungsgeschichte
Der erste überlieferte neuzeitliche europäische Besuch an der Fundstätte stammt von dem italienischen Gelehrten und Reisenden Graf Carlo de Vidua de Conzano (1785–1832), der im Herbst 1820 auch zwei lateinische Inschriften kopierte: „Außerhalb von Dmeir entdeckte ich nach einer Dreiviertelstunde die Überreste eines römischen Kastells. Da dieses, wie oben in Hatne erwähnt, an der Schwelle zu den unkultivierten und wüsten Gebiete steht, scheint es klar, dass es zu jener Reihe von Festungen und Garnisonen gehörte, mit denen die Römer die Reichsgrenzen befestigten und bis zu den dort angrenzenden Provinzen sicherten und um die Einfälle der Barbaren zu bändigen. Das Kastell selbst ist quadratisch, erstreckt sich über zweihundertsechzig Schritte und hat vier Tore. Jede Seite war mit sechs Türmen befestigt. Die aus viereckigen Steinen errichteten Mauern umgeben das Kastell auf allen Seiten. Außerhalb finden sich Sarkophage, aber im Inneren gibt es Reste von Straßen und viele Ruinen, von denen zwei Gebäude hervorstechen. Geschmückt mit einem eleganten Gesims, Nischen und Mutuli erhebt sich das südliche Tor, aber es fehlt eine Inschrift. Das andere [Gebäude], neben dem Osttor, hat eine längliche Form mit drei Bögen auf jeder Seite. Ich sah dort einige Inschriften, von denen ich eine nicht entziffern konnte, da sie sich an einer hohen Stelle befand und kopierte eine andere auf Griechisch; doch war sie so verstümmelt, dass sie des Lichts nicht würdig ist. Ich werde hier zwei lateinische [Inschriften] darlegen.“
Ein weiterer Besucher war am 21. Oktober 1852 der irische presbyterianische Missionar und Reisende Josias Leslie Porter (1823–1889), der während seines zehnjährigen Aufenthalts von 1849 bis 1859 in Syrien auch antike Inschriften kopierte. Sein Résumé nach der Besichtigung war, dass er sich aufgrund der so vollständigen Zerstörungen keine Vorstellung von dem Charakter der Festung machen konnte. Er erkannte jedoch, dass im Inneren des Kastells einst einige große und schöne Gebäude gestanden haben müssen.
Im Jahr 1858 besuchte der deutsche Diplomat und Orientalist Johann Gottfried Wetzstein (1815–1905) den Kastellplatz. Er berichtete: „Römisches Castell el Chirbe (d. h. die Ruine), auch Alt-Domêr genannt, liegt 1 Stunde östlich von dem heutigen Dorfe Domêr. Um das Castell herum (das ein längliches Viereck von je 300 und 350 Schritten bildete, 20 Bastionen, auf jeder Seite ein 15 Schritte breites Portal, und eine 16 Fuß dicke Ringmauer hatte, dessen Wände ursprünglich innen und außen mit schönen Quadern eines weißen Kalksteines bekleidet waren), lag ehemals eine bedeutende Stadt. In der Südostecke des Castells steht ein Gebäude, das aus den ursprünglichen Trümmern später wieder aufgebaut und vielleicht eine Kirche war; …“
Die bis heute ausführlichste wissenschaftliche Untersuchung am Kastell el-Hirbe leisteten am 11. Mai 1898 der österreichische Althistoriker Alfred von Domaszewski (1856–1927) und der deutsch-amerikanische Philologe Rudolf Ernst Brünnow (1858–1917). Sie vermaßen nicht nur große Teile der Anlage, sondern untersuchten einzelne Baukörper und fertigten den ersten veröffentlichten Plan der Fortifikation an.
Die erste Syrien-Expedition unter der Schirmherrschaft der amerikanischen Princeton University, die der Archäologe Howard Crosby Butler (1872–1922) von 1899 bis 1900 leitete, untersuchte nur den Tempel in Ad-Dumair. Das Kastell wurde nicht besucht.

## Baugeschichte
Die Fortifikation wurde nach den Angaben von Domaszewskis und Brünnows aufgrund einer aufgefundenen Bauinschrift auf das zweite Jahrhundert n. Chr. datiert. Dieses Entstehungsdatum der Anlage wurde unter anderem von dem amerikanischen Archäologen Bert de Vries (1939–2021) angezweifelt, da der Steinblock mit der Inschrift zwar innerhalb der Kastellmauern entdeckt wurde, aber nicht mehr in situ war. Der Stein wurde wohl in einem späteren Gebäude der Garnison als Spolie wiederverwendet. Auch die architektonische Zuordnung der Anlage mit den Rundtürmen lässt ein solch frühes Datum nicht zu. Der amerikanische Archäologe James Lander vertrat 1984 die Ansicht, dass der bisher nicht ausgegrabene Fundplatz im Laufe der Zeit möglicherweise eine Reihe von Umgestaltungen erfahren habe. Er kam zu dem Schluss, die heute sichtbaren Baureste dem späten dritten Jahrhundert und damit der Regierungszeit des Kaisers Diokletian (284–305) zuzuordnen.
Die auf das Jahr 162 n. Chr. datierbare Bauinschrift fand sich im Schutt nahe dem durch von Domaszewski und Brünnow als Waffenkammer (Armamentarium) bezeichneten Bauwerk. Der Text war erstmals durch Vidua de Conzano vor Ort kopiert worden und wurde 1862 durch den französischen Althistoriker und Politiker William Henry Waddington (1826–1894), der selbst nach Syrien reiste, interpretiert. Vidua de Conzano erwähnte, dass die rote Farbe in den Vertiefungen der Buchstaben noch sichtbar war.
Imp(eratori) Caesari divi

Antonini fil(io) divi

Hadriani nep(oti) divi

Traiani Parth(ici) pronep(oti)

divi Nervae abnep(oti)

L(ucio) Aurelio Vero Aug(usto)

pontif(ici) max(imo) trib(unicia) p[o]t(estate) II

co(n)s(uli) II p(atri) p(atriae) coh(ors) I Fl(avia) Chal(cidenorum)

eq(uitata) sag(ittariorum) sub Attidio

Corneliano leg(ato) Aug(usti)

pr(o) pr(aetore) per Aelium

Herculanum prae[f(ectum)]
Übersetzung: „Dem Imperator Caesar, Sohn des vergöttlichten Antoninus, Enkel des vergöttlichten Hadrian, Urenkel des Traianus Parthicus, Ururenkel des vergöttlichten Nerva, Lucius Aurelius Verus Augustus, Oberpriester, zum zweiten Mal Inhaber der tribunizischen Gewalt, zum zweiten Mal Konsul, Vater das Vaterlandes, die Erste teilberittene flavische Kohorte der Bogenschützen aus Chalkis unter dem Statthalter und Oberbefehlshaber Attidius Cornelianus durch den Kommandeur Aelius Herculanus [hat dies errichtet].“

### Umwehrung
Das rechteckige, rund 192,67 × 174 Meter (= 3,34 Hektar) große Kastell besitzt insgesamt 20 Türme, wovon nur die vier Ecktürme als weitausgreifende Rundtürme gestaltet sind, während alle übrigen Türme einen U-förmigen Grundriss besitzen und gleichfalls weit aus dem Verband der Umfassungsmauer hervorspringen. Die vier Tore werden von jeweils zwei Tortürmen flankiert und öffnen sich mittig in den vier Flanken der Umfassungsmauer. Zwischen jedem Tor und jedem Eckturm befindet sich ein Zwischenturm – es existieren daher insgesamt acht Zwischentürme. Der nordöstlichen Eckturm besitzt einen Durchmesser von rund 23 Metern. Brünnow maß dort die Umfassungsmauer mit 4,25 beziehungsweise 4,30 Metern Breite ein. Die Tore des Kastells waren nach Domaszewski zweispurig ausgelegt. Er untersuchte insbesondere die besser sichtbaren Reste des Südtores. Dort fand sich im Schutt des Versturzes der die beiden Durchfahrten trennende Torpfeiler (spina). An zwei Torpfosten waren rund 0,30 Meter breite und ebenso tiefe senkrechte Rinnen sichtbar, die möglicherweise der Aufnahme eines Fallgitters dienten. Domaszewski mutmaßte nach seinen Berechnungen, dass die Toreingänge ursprünglich wohl rund vier Meter hoch gewesen sind. Das Tor wurde von zwei der U-förmigen Tortürmen flankiert, die sich zum Kastellinneren hin über die Lagerringstraße (Via sagularis) verlängerten und damit einen Torhof beziehungsweise Zwinger bildeten. Die Mauerkrone des Torhofs lag rund zwei Meter niedriger als die des Torturms. Bei einem feindlichen Einbruch wurden die Angreifer in den Torhof gezwängt und konnten von den Tortürmen bekämpft werden.

### Armamentarium
Das einzige ohne Ausgrabung noch in einem relativ guten Zustand erhaltene Gebäude der Innenbebauung, war während der Untersuchungen durch von Domaszewski und Brünnow der von ihnen als Armamentarium angesprochene rechteckige Baukörper mit fast 20 Metern Länge und knapp über 12 Metern Breite. Das Quadermauerwerkist lagenweise verlegt und besteht aus sorgfältig bearbeiteten, unterschiedlich hohen und breiten Werksteinen. Die Wandstärke betrug nach Brünnow 0,95 Meter. An den beiden Längsseiten besitzt der Bau je drei bogenüberwölbte Zugänge von rund 1,80 Metern Breite. Die Gesamthöhe bis zum antiken Laufhorizont ist aufgrund des umliegenden Versturzes unbekannt. Auch an den Schmalseiten befindet sich je ein Eingang. Das Gebäude befindet sich nach Brünnow rund 24 Meter vom Osttor entfernt mit einer seiner Schmalseiten an der in Richtung Westtor verlaufenden Lagerstraße.
Vidua de Conzano entdeckte an und um das Gebäude einige Inschriften, von denen einige so hoch angebracht waren, dass er sie nicht entziffern konnte. Eine der Inschriften in griechischer Sprache, die er erkennen konnte, war so verstümmelt, dass sie für ihn nicht mehr lesbar war. Zwei lateinische Texte konnte er problemlos identifizieren. Der ein wurde bereits weiter oben zitiert. Die andere Inschrift war in dem Gebäude selbst als Spolie verbaut worden. Vidua de Conzano berichtete: „Ein zweiter beschrifteter Stein der in der Mauerkonstruktion selbst verbaut ist, war quer aufgestellt, so dass die Zeilen senkrecht zueinander stehen; woraus hervorgeht, dass das Gebäude erst nach der Herrschaft der Imperatoren P. Licinius Valerianus und dessen Sohn Gallienus, die dort erwähnt werden, gebaut oder restauriert wurde.“ Doch bereits von Domaszewski konnte diese vermauerte lateinische Inschrift nicht mehr auffinden. Stattdessen erkannte er über der Westwand des Bauwerks eine weitere, 1858 bereits von Wetzstein notierte griechische Inschrift, „die sehr beschädigt und oben abgebrochen ist“ – möglicherweise jene, die Vidua de Conzano erwähnte. Die zwischen 253 und 259/260 n. Chr. entstandene zweite lateinische Inschrift, die Vidua de Conzano ebenfalls sah, wird nachfolgend wiedergegeben:
Imp(eratori) Ca[e]sari

P(ublio) Licin(io) Va[l]e[r]i[ano]

P(io) Fel(ici) no[b]l[l]is/simo Ca[e]s(ari)

fil(io) Ga[l]lieni

A[u]g(usti) n(ostri)

ala Epuo[…]

devota Numi-

ni ma[i]estati[q]ue

eorum
Übersetzung: „Dem Imperator Caesar Publius Licinius Valerianus, dem Frommen, Glücklichen, dem alleredelster Caesar [und] dem Sohn Gallienus, unseren Augusti. Die Ala Epuo[…] ergeben ihrer göttlichen Wirkkraft (Numen) und Majestät.“
Der einzige von Wetzstein an dem Gebäude und im Kastell gesehene beziehungsweise notierte Text lautete:
Μ]η[ν]ὸς Λώου ἑ

Λὐρήλιος …

δουπλικιά[ριος]

καὶ κανδιδάτος

…

…

τὸ μνημείον τούτον

ἐποίησεν έτ[ους …
Die schwer beschädigte Inschrift von einem 5. August (Loos) wurde ebenfalls als Spolie in dem Armamentarium verbaut und nennt als Militärangehörigen den Duplicarius und Candidatus Aurelius. Möglicherweise handelt es sich bei dem Text um eine Dedikation und „μνημείον“ könnte als „Weihestein“ begriffen werden, dies ist jedoch nicht sicher.

### Weitere Innenbebauung
Die weitere Innenbebauung konnte durch von Domaszewski und Brünnow nur sehr begrenzt erfasst werden, woraus sich etliche Spekulationen ergeben. Ohne archäologische Ausgrabungen ist eine klare Differenzierung der Baureste und eventueller Umbaumaßnahmen schwierig. Möglicherweise konnten die Reste von zwei Mannschaftsbaracken erkannt werden und spekulativ der Eingangsbereich zu den Principia, die dann aber mit der eigentlich zum Feind gerichteten Prätorialfront nach Westen, ins Innere der Provinz, orientiert wäre.

## Vorderer Limesverlauf zwischen dem Kastell ed-Dumer und dem Kastell Diyatheh
| Name/Ort         | Beschreibung/Zustand |
| ---------------- | --- |
| Kastell ed-Dumer | Siehe oben. |
| Tell Asfar       | Die im Gouvernement as-Suwaida im nördlichen Hauran gelegene kleine spätantike Fortifikation ist auch unter den Namen Tall al-Asfar und Khirbet el-Asfar bekannt. „Tell“ bedeutet „Hügel“, arabisch تل, DMG Tall, und bezeichnet in der Archäologie einen Siedlungshügel, „Asfar“ bedeutet „gelb“. Unmittelbar südlich des Hügels befindet sich an dessen Fuß der gleichnamige Ort Tell Asfar. Für den französischen Jesuitenpater und archäologischen Luftbildpionier Antoine Poidebard (1878–1955) überwachte das kleine Grenzkastell die Region zwischen der gebirgigen Region des Jebel el-Druze im Süden und der nördlichen, Wüstensteppe. Er nahm an, dass es sich um eine ältere römische Militärstation handelte, die im Rahmen von Diokletians Militärreformen als Quadriburgium an der nach Süden führenden Strata Diocletiana neu entstand. Der für das römische Militär strategisch wichtige Aussichtspunkt befindet sich auf rund 883 Höhenmetern am Ostrand eines kleinen ehemaligen Vulkankegels mit uneingeschränktem, weitem Rundumblick. Die Fortifikation besitzt eine unregelmäßige Trapezform die der australische provinzialrömische Archäologe David L. Kennedy auf 60 × 56 Meter schätzte. Der kleine, einsam gelegene Garnisonsort besitzt fächerförmige Ecktürme und erinnert in seiner Bauform an das ab 1992 durch die deutsche Archäologin Michaela Konrad erforschte syrische Kleinkastell Tetrapyrgium sowie an das in Ungarn gelegene nordpannonische Donaukastell Visegrád-Gizellamajor. Konrad datierte das Kleinkastell Tetrapyrgium aufgrund fehlender Befunde „nicht vor“ die Regierungszeit Konstantins des Großen (306–337). Die Anlage von Visegrád-Gizellamajor entstand nach den Forschungen durch die ungarischen Archäologen Dániel Gróh und Péter Gróf unter Kaiser Constantius II. (337–361) Spuren weiterer Bauten unbekannter Zeitstellung befinden sich im Umfeld. Ab 2017 begann mit dem Vortrieb einer Zugangsstraße die Zerstörung der archäologisch unerforschten Anlage durch schwere Baumaschinen, um militärische Stellungen der Rebellen während des seit 2011 entfachten Bürgerkriegs in Syrien auszubauen. Am 18. Juni 2018 gelang es Regierungstruppen, den Tell Asfar einzunehmen. |
| Kastell Diyatheh | → Hauptartikel : Kastell Diyatheh |